# San Gabriel Mixtepec
San Gabriel Mixtepec är en ort i Mexiko.   Den ligger i kommunen San Gabriel Mixtepec och delstaten Oaxaca, i den sydöstra delen av landet, 400 km sydost om huvudstaden Mexico City. San Gabriel Mixtepec ligger 685 meter över havet och antalet invånare är 3 006.
Terrängen runt San Gabriel Mixtepec är kuperad. Runt San Gabriel Mixtepec är det glesbefolkat, med 10 invånare per kvadratkilometer. Närmaste större samhälle är Santos Reyes Nopala, 6,7 km väster om San Gabriel Mixtepec. I omgivningarna runt San Gabriel Mixtepec växer huvudsakligen savannskog.